# Bematistes alcinoe
Bematistes alcinoe is een vlinder uit de familie van de Nymphalidae. De wetenschappelijke naam van de soort is voor het eerst gepubliceerd in 1865 door Cajetan Freiherr von Felder en zijn zoon Rudolf Felder.

## Verspreiding
De soort komt voor in de bossen van Guinee-Bissau, Guinee, Sierra Leone, Liberia, Ivoorkust, Ghana, Togo, Benin, Nigeria, Kameroen, Sao Tomé & Principe (Principe), Equatoriaal Guinea (Bioko), Gabon, Ethiopië, Congo-Kinshasa, Oeganda, West-Kenia, Burundi, Noordwest-Tanzania en Angola.

## Waardplanten
De rups leeft op Adenia cissampeloides (Planch. ex Hook.) Harms (Passifloraceae).

## Ondersoorten
- Bematistes alcinoe alcinoe (C. Felder & R. Felder, 1865)
  - = Planema godmani Butler, 1895
  - = Planema salvini Butler, 1895
  - = Bematistes alcinoe racaji Pyrcz, 1991
- Bematistes alcinoe nado (Ungemach, 1932) (Ethiopië)
  - = Planema nado Ungemach, 1932
  - = Acraea alcinoe nado (Ungemach, 1932)